# Mathew Ryan
Mathew "Mat" Ryan, född 8 april 1992 i Plumpton, är en australisk fotbollsmålvakt som spelar för Roma. Han spelar även för Australiens landslag.

## Karriär
Den 22 januari 2021 lånades Ryan ut av Brighton & Hove Albion till Arsenal på ett låneavtal över resten av säsongen 2020/2021. Den 12 juli 2021 värvades han av spanska Real Sociedad.
Den 9 augusti 2022 värvades Ryan av danska FC Köpenhamn, där han skrev på ett tvåårskontrakt.
Den 9 januari 2023 värvades Ryan av nederländska AZ Alkmaar, där han skrev på ett kontrakt som räcker sig till sommaren 2024.